# Wera Liessem
Wera Liessem (* 23. April 1909 in Altona, Provinz Schleswig-Holstein; † 11. September 1991) war eine deutsche Schauspielerin und Dramaturgin.

## Leben
Die Schwester des in Südafrika und dem heutigen Namibia tätigen Theaterleiters Kurt Liessem (1901–1937) wurde von ihrem Bruder 18-jährig an das von ihm geleitete Deutsche Theater in Kapstadt geholt. Unmittelbar darauf kehrte Wera Liessem nach Deutschland zurück, wo sie 1928 ihren deutschen Einstand am Stadttheater Bamberg gab. Es folgten Engagements in Frankfurt am Main, Zürich, an den Münchner Kammerspielen, in Berlin und am Wiener Volkstheater, wo sie u. a. in Ödön von Horváths Mit dem Kopf durch die Wand die weibliche Hauptrolle spielte.
1932 begann die nur drei Jahre umspannende Filmkarriere der Wera Liessem. In dieser Zeit erhielt sie Rollen in dreizehn Spielfilmproduktionen und spielte neben Heinz Rühmann (Strich durch die Rechnung), Brigitte Helm (Eine von uns), Viktor de Kowa (Zwei im Sonnenschein) und Rudolf Klein-Rogge (Zwischen Himmel und Erde), im Historienfilm Das Mädchen Johanna (mit Angela Salloker als Jeanne d’Arc), in Thea von Harbous Drama Das erste Recht des Kindes und im nationalsozialistischen Propagandastreifen S.A. Mann Brand. 1933 erhielt sie die weibliche Hauptrolle in Fritz Langs sozialkritischem Thriller Das Testament des Dr. Mabuse.
Als Synchronsprecherin lieh sie unter anderem Binnie Barnes in der deutschen Erstsynchronisation von Das Privatleben Heinrichs VIII. ihre Stimme.
1936 endete Liessems Filmkarriere, als sie sich entschloss, mit ihrem damaligen Lebensgefährten Ödön von Horváth vor dem Nationalsozialismus aus Deutschland zu fliehen und nach Wien übersiedelte. Nach dem Anschluss Österreichs flohen beide über die Schweiz, wo Liessem an der Seite von Therese Giehse und Leonard Steckel am Zürcher Schauspielhaus Theater spielte, nach Paris. Nach Horváths Unfalltod im Juni 1938 kehrte die Schauspielerin ins Reich zurück, wo sie ihre Bühnenarbeit fortsetzte.
1949/50 ging sie zusammen mit Hans Albers als Julie in Ferenc Molnárs Liliom auf Bühnentournee.
1960 arbeitete sie ein letztes Mal für den Film: Für die SWF-Produktion Die Reise des Simon Feder (mit Carl Wery in der Titelrolle) verfasste sie auf der Grundlage von Howard Rodmans (1920–1985) Drama The Explorer das Drehbuch.

## Filmografie
- 1932: Die elf Schill’schen Offiziere
- 1932: Husarenliebe
- 1932: Strich durch die Rechnung
- 1932: Eine von uns
- 1932: Das erste Recht des Kindes
- 1933: Das Testament des Dr. Mabuse
- 1933: S.A. Mann Brand
- 1933: Zwei im Sonnenschein
- 1933: Das 13. Weltwunder
- 1934: Das verlorene Tal
- 1934: Zwischen Himmel und Erde
- 1935: Das Mädchen Johanna
- 1955: Das kleine ABC – Ein Quintett, als Scherzo zu spielen
- 1960: Die Reise des Simon Feder